# Brouwerij Anders!
Brouwerij Anders! is een bierbrouwerij in de Limburgse gemeente Halen in België.

## Achtergrond
Brouwerij Anders! werd in 2011 opgericht door Bart Durlet en Davy Daniels. In maart 2012 werd het eerste brouwsel gebrouwen.
Brouwerij Anders! produceert geen eigen bieren, maar specialiseert zich in het brouwen van craft bier voor derden. Ze focussen zich ook op het mee uitwerken en ontwikkelen van recepten in opdracht van de klanten, zoals verenigingen die een eigen bier laten brouwen, steden en gemeenten die een streekbier willen lanceren en hobbybrouwers die hun receptuur willen commercialiseren. Maar ook professionele brouwerijen die oorspronkelijk niet over eigen ketels beschikken, of capaciteitstekort hebben, kunnen er hun bier brouwen. Er wordt bier gebrouwen voor brouwerijen en organisaties doorheen België, maar ook voor brouwerijen in Spanje, Nederland, Frankrijk, Duitsland, UK, Italië, Finland, Zweden,...
Brouwerij Anders! brouwde oorspronkelijk in een brouwzaal met een capaciteit van 2000 liter per batch en had fermentatietanks van 2000, 4000 en 8000 liter. Door de geautomatiseerde brouwzaal is het mogelijk om tot 6 brouwsels per dag te brouwen. De jaarcapaciteit ligt er eind 2013 op 15.000 hl per jaar. In 2015 is dit gestegen tot 20.000 hl.
In 2016 begon Brouwerij Anders! met de bouw van een nieuwe brouwerij in een pand vlak bij de huidige brouwerij. Dit leidde tot een initiële verhoging van capaciteit tot 35.000 hectoliter met heel wat uitbreidingsmogelijkheden tot minstens 100.000 hectoliter. De nieuwe brouwzaal heeft een capaciteit van 4000 liter en er zijn fermentatietanks van 4000, 8000, 12000 en 24000 liter.